# Vinyes de la Borgonya
Les vinyes de la Borgonya són un conjunt de vinyes franceses de la Borgonya, situada en els departaments de Yonne, Côte-d'Or i Saône-et-Loire.S'estén al llarg de 250 km Chablis al sud del Mâconnais.
La vinya de Borgonya compta amb 84 Appellation d'origine contrôlée (AOC): 9 Appelation d'origen "regional" i "subregional" 41 denominacions d'origen municipals (amb 562 noms "Premier Cru" en aquestes denominacions "poble") i 34 denominacions "Grands Crus".
Està inscrit a la llista del Patrimoni de la Humanitat de la UNESCO des del 2015.
L'àrea de les vinyes és de 29.500 hectàrees, que inclouen 25.000 hectàrees d'AOC. La producció d'aquesta regió vinícola va totalitzar 1,5 milions d'hectolitres de vi,amb prop de 200 milions d'ampolles venudes.